# Holovîne
Holovîne (în ucraineană Головине) este o așezare de tip urban din raionul Cerneahiv, regiunea Jîtomîr, Ucraina. În afara localității principale, nu cuprinde și alte sate.
Localitatea face parte din regiunea istorică Volânia, iar după tratatul de pace de la Riga din 1921 a devenit parte a Uniunii Sovietice.

## Demografie
Componența lingvistică a așezării de tip urban Holovîne
     Ucraineană (99,14%)
     Alte limbi (0,86%)
Conform recensământului din 2001, majoritatea populației așezării de tip urban Holovîne era vorbitoare de ucraineană (99,14%), existând în minoritate și vorbitori de alte limbi.